# Fernand Léger
Joseph Fernand Henri Léger (Argentan, 4 febbraio 1881 – Gif-sur-Yvette, 17 agosto 1955) è stato un pittore francese, nonché creatore di cartoni di arazzi e di vetrate, decoratore, ceramista, scultore, disegnatore, illustratore, costumista, scenografo.

## Biografia

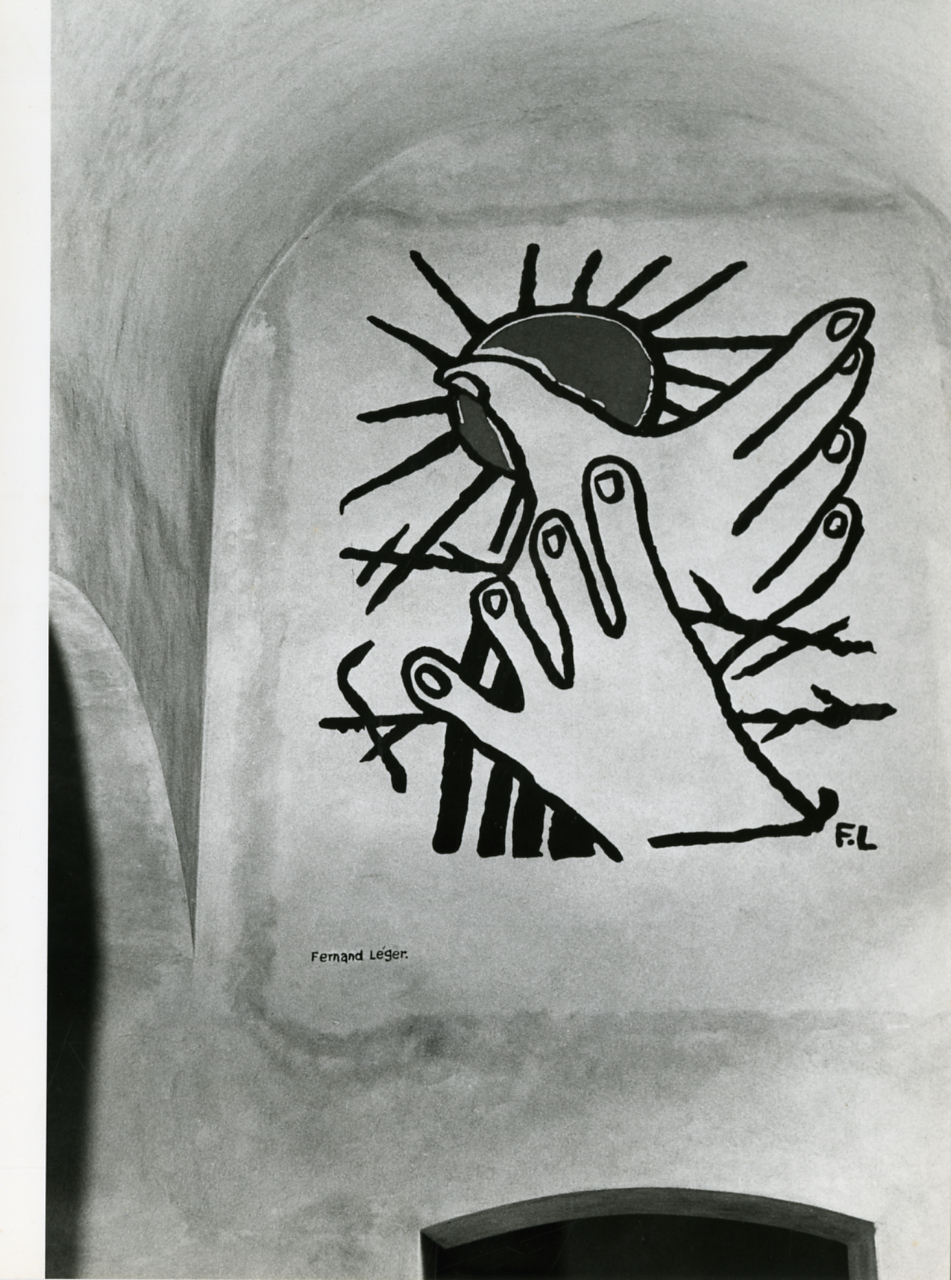
Graffiti per il Museo-monumento al deportato politico e razziale, Carpi. Foto di Paolo Monti, 1973.

Figlio di un allevatore normanno, Henri Armand Léger (1846-1884), e di Marie Adèle Daunou (1852-1922), nel 1900 si trasferisce a Parigi, dove lavora in uno studio di architettura e studia alla Scuola di arti decorative. Nel 1911 espone al Salon des Indépendants il dipinto Nudi nella foresta (1909-1910). Quest'opera, assieme a quelle dei colleghi Robert Delaunay, Albert Gleizes, Henri Le Fauconnier, Jean Metzinger, tutte collocate nella sala 41 del Salon, scatena il dibattito e le polemiche che diffondono il termine di cubismo. L'evoluzione del suo stile risente del vivace clima artistico parigino: si ispira dapprima all'impressionismo e ai fauves (Monelli al Sole, 1907); quindi, dalla Cucitrice del 1909-1910, alle solide costruzioni figurative di Paul Cézanne, probabilmente già sotto l'influsso di Georges Braque e Pablo Picasso.
La sua versione del cubismo è caratterizzata dall'assunto che i tempi moderni sono segnati dal "contrasto". Nelle sue opere, che a differenza di quelle futuriste non indugiano in scene tipicamente moderniste, i contrasti generano vigorosi ritmi dinamici tramite il "coordinamento simultaneo" di linee, volumi e colori. Già con la Donna in blu, presentata al Salon d'Automne del 1912, Léger si spinge all'astrazione, dove pure si riconoscono ancora tracce di personaggi, nature morte, case e alberi. Questa ricerca raggiunge la maturazione risolutiva nel fitto ciclo dei Contrasti di forme (1913-1914).
Nell'agosto 1914, allo scoppio della prima guerra mondiale, Léger è richiamato alle armi. Rimane intossicato dai gas nella battaglia di Verdun. Durante la convalescenza rinnova le sue forme cubiste e si interessa al mondo popolare delle industrie e del lavoro: l'artista si trasforma in una sorta di "costruttore", il cui obiettivo non è di realizzare un motore che funzioni, ma che obbedisca a leggi plastiche ed estetiche. In queste opere la presenza umana lascia spazio alle macchine, frutto del lavoro dell'uomo e della tecnologia e simbolo della civiltà del nuovo secolo.
In questa concezione riecheggia uno dei capisaldi del futurismo, secondo cui la nuova arte doveva sostituire la poetica del soggetto e dell'introspezione decadente con la nuova filosofia dell'oggetto, esaltandone l'energia e il dinamismo. Alla fine della guerra, Léger si occupa di pittura, composizioni murali, arazzi, mosaici, sculture, ceramiche; collabora a scenografie e a costumi di spettacoli teatrali; nel 1924 produce il film d'avanguardia Ballet mécanique. Lavora anche per il balletto: suoi sono ad esempio costumi e scenografie di La création du monde di Darius Milhaud.
In questo periodo la semplificazione delle forme giunge alle sue estreme conseguenze: esse perdono ogni riferimento con la realtà esterna e si trasformano in spazi uniformemente colorati e illuminati da una luce piena. La sua arte non è una creazione spontanea o un'intuizione improvvisa; Léger parte da una serie di disegni e progetti ed elabora delle varianti, prima di approdare alla versione definitiva.
Proprio mentre giunge alla completa dissoluzione delle forme, l'artista recupera la figura umana, non più presenza reale o verosimile, ma passata anch'essa attraverso un processo di semplificazione geometrica. Il risultato è di un rigoroso ascetismo, in cui gli oggetti perdono consistenza materiale per ridursi alla loro funzione simbolica. Così i personaggi sono del tutto privi di individualità e di espressione, trasformati in emblemi, come aveva fatto, secoli prima, l'arte bizantina.
Allo scoppio del secondo conflitto mondiale lasciò la Francia e si trasferì negli USA. Ritornato in Francia dopo il 1945, si dedicò ai cicli intitolati I costruttori e Il circo. Morì a Gif-sur-Yvette il 17 agosto 1955; la pittrice bielorussa Nadia Khodossievitch, sua seconda moglie, donò alla Francia le opere dell'artista affinché venissero raccolte in un museo, inaugurato poi a Biot, vicino a Nizza.

## Alcune opere
- Les fumeurs (1911-12)
- Il Passaggio a livello (1912), Fondazione Beyeler, Riehen, Svizzera
- Contrasti di Forme (1913), venduto all'asta a Lempertz Kunsthaus, Colonia. Collezione privata
- Paesaggio (1914), Museo d'Arte moderna Lille Métropole, Villeneuve d'Ascq, Francia
- Il Meccanico (1918), Museo d'Arte moderna Lille Métropole, Villeneuve d'Ascq, Francia
- Elementi meccanici (1920)
- Donna con bouquet (1924), Museo d'Arte moderna Lille Métropole, Villeneuve d'Ascq, Francia
- Composizione con foglie (1939)
- Costruttori con fune (1950)
- Des oiseaux dans les arbres (1953), Collezione Barilla di Arte Moderna, Pedrignano
- L'insecte sur fond rouge (1954), Collezione Roberto Casamonti, Firenze
- La Ville, La pompe à essence (1959), Museo Fisogni, Tradate
- Mosaico, Museo d'arte moderna Pagani, Castellanza

## Scritti
- Fernand Léger, Funzioni della pittura, trad. it. a cura di G. Contessi, Abscondita, Milano, 2005.